# Anansia astaroth
Genre
Espèce
Synonymes
- Cuangoblemma astaroth Brignoli, 1974

Anansia astaroth, unique représentant du genre Anansia, est une espèce d'araignées aranéomorphes de la famille des Tetrablemmidae.

## Distribution
Cette espèce est endémique d'Angola.

## Publications originales
- Brignoli, 1974 : Tetrablemmidae (Araneae) dell'Angola e della Zaire. Publicaçoes culturais da Companhia de Diamantes de Angola, vol. 88, p. 177-196.
- Lehtinen, 1981 : Spiders of the Oriental-Australian region. III. Tetrablemmidae, with a world revision. Acta Zoologica Fennica, vol. 162, p. 1-151.